# Iliacantha sparsa
Iliacantha sparsa är en kräftdjursart som beskrevs av William Stimpson 1871. Iliacantha sparsa ingår i släktet Iliacantha och familjen Leucosiidae. Inga underarter finns listade i Catalogue of Life.